# Olga Ptáčková
Olga Ptáčková, rozená Gunčagová (23. srpna 1955, Staškov – 29. června 2021, Praha) byla česká malířka, grafička a ilustrátorka.

## Život
Narodila se na Slovensku, v obci Staškov. Vystudovala nejprve střední uměleckoprůmyslovou školu v Praze a posléze Akademii výtvarných umění v Praze u profesorů Karla Součka a Ladislava Čepeláka.
Ilustrovala několik desítek knih, převážně pro děti. Dlouhodobě spolupracovala s dětskými časopisy Čtyřlístek, kde byla zodpovědná například za sériál Lunt a Špunt, a Sluníčko. Samostatně vystavovala v Písku, Praze a v Římově, účastnila se řady kolektivních výstav doma i v zahraničí.

## Ukázka z díla

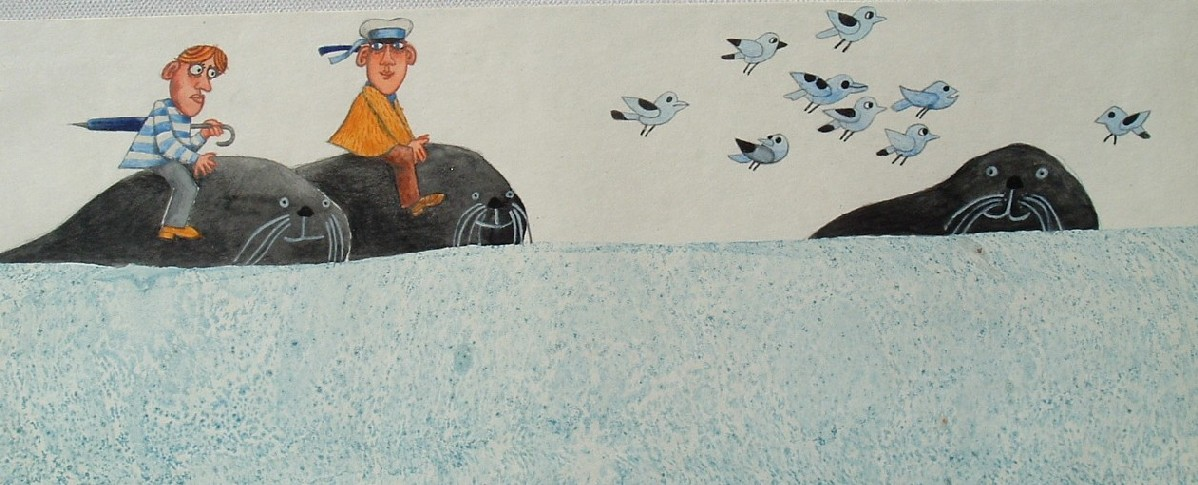
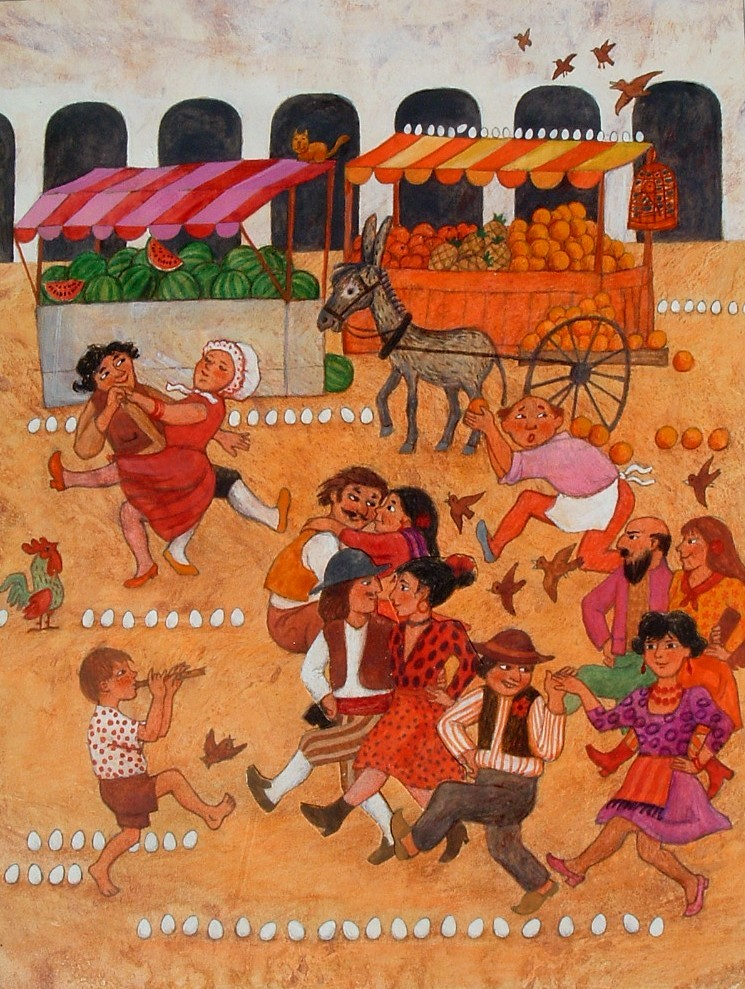